# Indonesia ai Giochi della XXIX Olimpiade
L'Indonesia ha partecipato ai Giochi della XXIX Olimpiade di Pechino, svoltisi dall'8 al 24 agosto 2008, con una delegazione di 24 atleti.

## Medaglie
| Medaglia | Atleta                       | Sport             | Evento            |
| -------- | ---------------------------- | ----------------- | ----------------- |
| Oro      | Markis Kido Hendra Setiawan  | Badminton         | Doppio maschile   |
| Argento  | Nova Widianto Lilyana Natsir | Badminton         | Doppio misto      |
| Bronzo   | Maria Kristin Yulianti       | Badminton         | Singolo femminile |
| Bronzo   | Eko Yuli Irawan              | Sollevamento pesi | 56 kg maschile    |
| Bronzo   | Triyatno                     | Sollevamento pesi | 62 kg maschile    |

## Atletica leggera
| Gara                     | Atleta             | Batterie | Batterie | Quarti | Quarti | Semifinali | Semifinali | Finale | Finale |
| Gara                     | Atleta             | Tempo    | Pos.     | Tempo  | Pos.   | Tempo      | Pos.       | Tempo  | Pos.   |
| ------------------------ | ------------------ | -------- | -------- | ------ | ------ | ---------- | ---------- | ------ | ------ |
| 100 m maschili           | Suryo Agung Wibowo | 10"46    | 6        |        |        |            |            |        |        |
| 100 m ostacoli femminili | Dedeh Erawati      | 13"49    | 7        |        |        |            |            |        |        |

## Badminton
| Gara              | Atleta                          | Turno 1                                       | Sedicesimi                                | Ottavi                                                      | Quarti                                                              | Semifinali                                                   | Finale                                                 |
| ----------------- | ------------------------------- | --------------------------------------------- | ----------------------------------------- | ----------------------------------------------------------- | ------------------------------------------------------------------- | ------------------------------------------------------------ | ------------------------------------------------------ |
| Singolo maschile  | Taufik Hidayat                  | bye                                           | Wong Choong Hann (Malaysia) 19-21, 16-21  |                                                             |                                                                     |                                                              |                                                        |
| Singolo maschile  | Sony Dwi Kuncoro                | bye                                           | Boonsak Ponsana (Thailandia) 21-16, 21-14 | Ville Lång (Finlandia) 21-13, 21-18                         | Lee Chong Wei (Malaysia) 9-21, 11-21                                |                                                              |                                                        |
| Doppio maschile   | Luluk Hadiyanto Alvent Yulianto |                                               |                                           | Keita Masuda Tadashi Ohtsuka (Giappone) 21-19, 14-21, 14-21 |                                                                     |                                                              |                                                        |
| Doppio maschile   | Markis Kido Hendra Setiawan     |                                               |                                           | Xie Zhongbo Guo Zhendong (Cina) 22-20, 10-21, 21-17         | Koo Kien Keat Tan Boon Heong (Malaysia) 21-16, 21-18                | Jonas Rasmussen Lars Paaske (Danimarca) 21-19, 21-17         | Fu Haifeng Cai Yun (Cina) 12-21, 21-11, 21-16          |
| Singolo femminile | Maria Kristin Yulianti          | Juliane Schenk (Germania) 18-21, 21-13, 22-20 | Yoana Martínez (Spagna) 21-9, 21-14       | Tine Rasmussen (Danimarca) 18-21, 21-19, 21-14              | Saina Nehwal (India) 26-28, 21-14, 21-15                            | Zhang Ning (Cina) 15-21, 15-21                               | Lu Lan (Cina) 11-21, 21-13, 21-15                      |
| Doppio femminile  | Vita Marissa Lilyana Natsir     |                                               |                                           | Yang Wei Zhang Jiewen (Cina) 19-21, 15-21                   |                                                                     |                                                              |                                                        |
| Doppio misto      | Flandy Limpele Vita Marissa     |                                               |                                           | Kristof Hopp Birgit Overzier (Germania) 21-12, 21-12        | Thomas Laybourn Kamilla Rytter Juhl (Danimarca) 21-17, 15-21, 21-17 | Lee Yong-dae Lee Hyo-jung (Corea del Sud) 9-21, 21-12, 17-21 | He Hanbin Yu Yang (Cina) 21-19, 17-21, 21-23           |
| Doppio misto      | Nova Widianto Lilyana Natsir    |                                               |                                           | Han Sang-hoon Hwang Yu-mi (Corea del Sud) 23-21, 21-19      | Sudket Prapakamol Saralee Thoungthongkam (Thailandia) 21-13, 21-19  | He Hanbin Yu Yang (Cina) 5-21, 21-11, 23-21                  | Lee Yong-dae Lee Hyo-jung (Corea del Sud) 11-21, 17-21 |

## Nuoto
| Gara                    | Atleta               | Batterie | Batterie | Semifinali | Semifinali | Finale | Finale |
| Gara                    | Atleta               | Tempo    | Pos.     | Tempo      | Pos.       | Tempo  | Pos.   |
| ----------------------- | -------------------- | -------- | -------- | ---------- | ---------- | ------ | ------ |
| 200 m farfalla maschili | Doni B. Utomo        | 2'03"44  | 44       |            |            |        |        |
| 200 m misti femminili   | Fibriani Ratnamarita | 2'28"18  | 38       |            |            |        |        |

## Sollevamento pesi
| Gara            | Atleta              | Strappo | Strappo | Slancio | Slancio | Totale | Posizione |
| Gara            | Atleta              | Ris.    | Pos.    | Ris.    | Pos.    | Totale | Posizione |
| --------------- | ------------------- | ------- | ------- | ------- | ------- | ------ | --------- |
| 56 kg maschile  | Eko Yuli Irawan     | 130     | 2       | 158     | 3       | 288    |           |
| 62 kg maschile  | Triyatno            | 135     | 5       | 163     | 4       | 298    |           |
| 69 kg maschile  | Edi Kurniawan       | 135     | 15      | 172     | 9       | 307    | 12        |
| 77 kg maschile  | Sandow Nasution     | 153     | 13      | 194     | 6       | 347    | 11        |
| 53 kg femminile | Raema Lisa Rumbewas | 91      | 5       | 115     | 4       | 206    | 4         |

## Tiro
| Gara                             | Atleta                     | Qualificazioni | Qualificazioni | Finale    | Finale       | Finale |
| Gara                             | Atleta                     | Punteggio      | Pos.           | Punteggio | Punt. totale | Pos.   |
| -------------------------------- | -------------------------- | -------------- | -------------- | --------- | ------------ | ------ |
| Carabina 10 metri aria compressa | Yosheefine Shilla Prasasti | 393            | 24             |           |              |        |

## Tiro con l'arco
| Gara                  | Atleta                 | Turno di qualificazione | Turno di qualificazione | Turno 1                                      | Turno 2 | Ottavi | Quarti | Semifinali | Finale |
| Gara                  | Atleta                 | Punteggio               | Pos.                    | Turno 1                                      | Turno 2 | Ottavi | Quarti | Semifinali | Finale |
| --------------------- | ---------------------- | ----------------------- | ----------------------- | -------------------------------------------- | ------- | ------ | ------ | ---------- | ------ |
| Individuale femminile | Rina Dewi Puspitasari  | 620                     | 42                      | Miroslava Dagbaeva (Russia) 106(+9)-106(+10) |         |        |        |            |        |
| Individuale femminile | Ika Yuliana Rochmawati | 621                     | 41                      | Jennifer Nichols (Stati Uniti) 101-114       |         |        |        |            |        |

## Vela
| Gara              | Atleta                     | Regata | Regata | Regata | Regata | Regata | Regata | Regata | Regata | Regata | Regata | Regata | Punteggio | Pos. |
| Gara              | Atleta                     | 1      | 2      | 3      | 4      | 5      | 6      | 7      | 8      | 9      | 10     | M      | Punteggio | Pos. |
| ----------------- | -------------------------- | ------ | ------ | ------ | ------ | ------ | ------ | ------ | ------ | ------ | ------ | ------ | --------- | ---- |
| Windsurf maschile | I Gusti Made Oka Sulaksana | 24     | 24     | 23     | 27     | 22     | 31     | 28     | 30     | 36     | 16     |        | 225       | 27   |